# Eurobowl VI
Eurobowl VI war das Endspiel der sechsten Saison der European Football League. 1992 standen sich die Giaguari Torino und die Amsterdam Crusaders gegenüber. Die niederländischen Crusaders konnten das sechste Endspiel mit 42 zu 24 gewinnen.